# Arsis
Arsis — американская дэт-метал-группа из Вирджинии, сочетающая звучание техничного дэт-метала и мелодичного дэт-метала

## История
Arsis была основана Джеймсом Малоуном и Майком Ван Даном в 2000 году, когда они учились в музыкальном колледже Беркли. Они самостоятельно записали две демозаписи в 2001 и 2002 годах. В 2003 они подписали контракт с лейблом Willowtip Records и выпустили 2 полноформатных альбома в 2004 и 2006 годах.
Гитарист/вокалист Джеймс Малоун написал тексты и гитарные партии ко всем альбомам группы. На творчество Arsis оказали влияние такие группы как: King Diamond, Iron Maiden, At the Gates, Morbid Angel, In Flames, Dimmu Borgir и Dissection.
Майк Ван Дан, сооснователь группы, покинул Arsis в начале 2007 года и занялся получением степени по медицине; после он присоединится к Нью-Йоркской хардкор группе Crimson Mask.
Даррен Чекка покинул группу в 2008 году. Его уход был вызван творческими разногласиями между музыкантами в плане музыкального направления в группе. После него пришёл Алекс Томлин, а позже его заменил Шон Прист. Ноа Мартин оставил группу в 2008 году из-за необходимости окончить колледж. В том же году группа выпустила третий альбом We Are the Nightmare. В конце 2008 года, Ник Кордл и Дэвид Кинкейд присоединились к группе для игры на электрогитаре и ударных, соответственно.
Лейблом звукозаписи группы на настоящее время является Nuclear Blast.

## Дискография

### Студийные альбомы
- A Celebration of Guilt (2004)
- United in Regret (2006)
- We Are the Nightmare (2008)
- Starve for the Devil (2010)
- Unwelcome (2013)
- Visitant (2018)

### Сборники и мини-альбомы
- A Diamond for Disease (2005)
- As Regret Becomes Guilt: The Demos of Arsis (2007)
- Lepers Caress (2012)

## Состав

### Нынешние участники
- Джеймс Малоун — гитара, вокал (2000 - наст. время)
- Ник Кордл — гитара (2008 -наст. время)
- Ноа Мартин — бас-гитара (2006—2008, 2010 - наст. время)
- Майк Ван Дан — ударные (2000—2007, 2009 - наст. время)

### Бывшие участники
- Brandon Ellis - гитара
- «Ryan Knight» — гитара
- «Chris Jones» — гитара
- «Justin Shaw» — бас-гитара
- «Darren Cesca» — ударные